# 정신

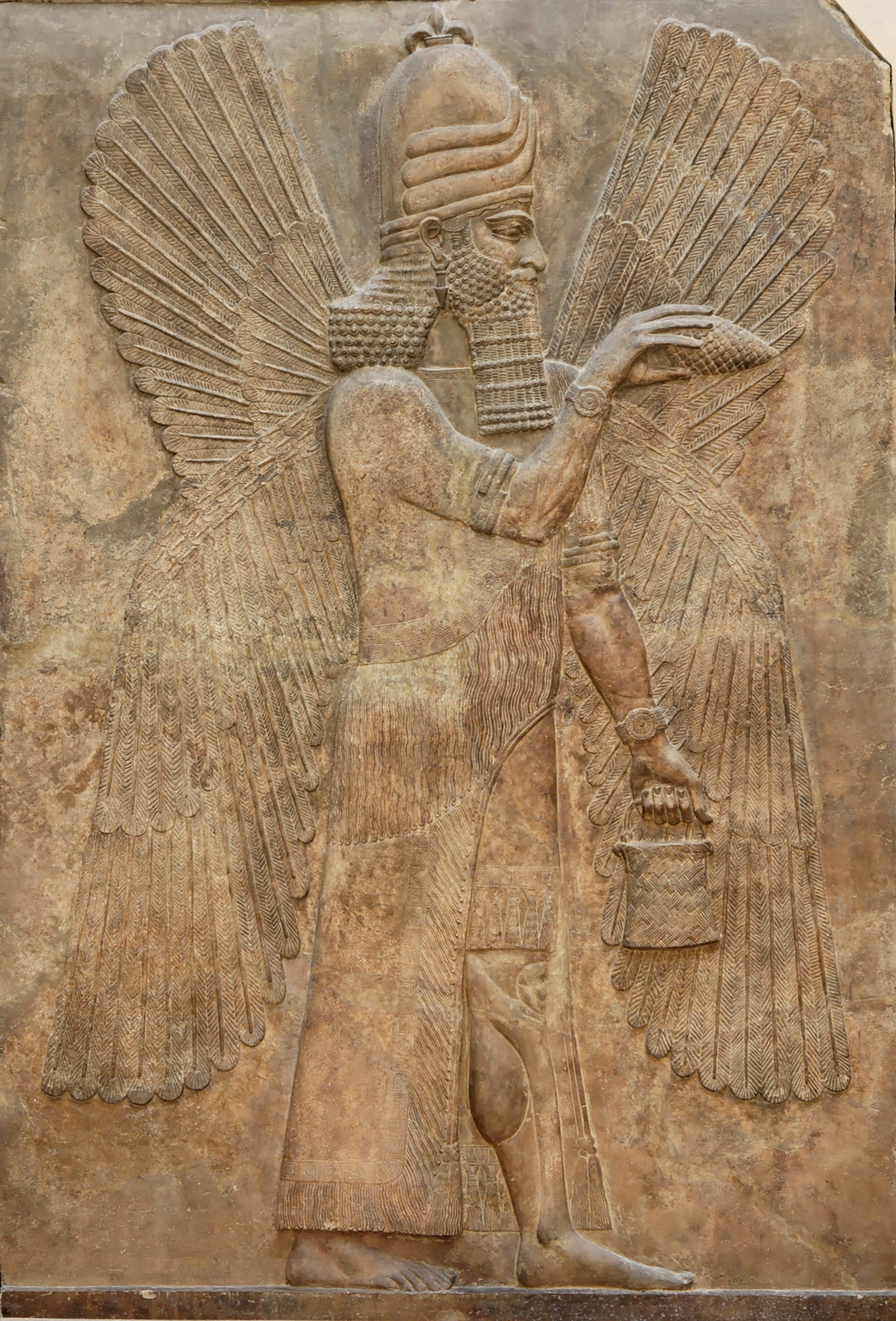

정신(精神)은 육체나 물질에 대립되는 영혼이나 마음, 사물을 느끼고 생각하며 판단하는 능력 또는 그런 작용, 마음의 자세나 태도, 사물의 근본적인 의의나 목적 또는 이념이나 사상 등을 가리키는 말이다.

## 용례

### 영혼
정신은 관습적으로 육체나 물질에 대립하는 영혼을 가리키는 말로 사용되어 왔다. 대다수의 종교는 육체에 대립되는 정신에 대한 믿음을 가지고 있다. 정령, 신령, 성령과 같은 존재가 그것이다.

### 마음
심리학에서 정신은 마음의 작용을 나타내는 말로 쓰인다. 프로이트는 정신의 작용을 리비도, 자아, 초자아 등으로 분석하여 프로이트 이론을 따르는 심리학을 정신분석학이라 부르기도 한다.

### 이념
정신은 “민주주의 정신”과 같이 개인이나 집단이 갖는 이념과 사상에 대한 태도를 가리키는 말로 쓰인다.

## 고고학
토론토 퀸스 대학교의 심리학 교수인 멀린 도날드(Merlin Donald)는 우리가 다루고 있는 시기, 즉 40~50만 년 전이 역사상 가장 중대한 단계였다고 말한다. 그는 현대 정신이 발달해온 단계를 넷으로 구분하고 각 단계들 사이에 세 차례의 이행기를 삽입했다. 첫째는 원숭이에게서 볼 수 있는 "에피소드" 사고의 단계다. 원숭이들은 환경에 단기적으로 반응하며, "전적으로 현재에 기반해" 살아간다. 따라서 삶은 구체적인 에피소드의 연속이고, 특정한 맥락의 특정한 사건만 기억한다.

## 철학
- 고대 그리스 철학 이후 서양 철학에서 정신은 형이상학의 주된 주제였다. 서양 철학에서 정신은 종종 신과 같은 성질의 것으로 취급되었다.
- 인도 철학에서 정신은 생명의 본질로 다룬다. 힌두교의 아트만은 육체보다는 정신을 우위에 둔 사상이다. 불교에서 정신은 불구부정 부증불감(不垢不淨 不增不減)[5]의 존재로 여겨진다.
- 유교에서 정신은 경원의 대상이었다. 공자는 하늘의 이치를 예(禮)의 준거로 제시하였으나 괴력난신에 대해 이야기하거나 사후 세계에 대해 이야기 하는 것은 옳지 않다고 보았다.[6]

## 같이 보기
- 마음
- 심리학
- 정신의학
- 정신력